# Toni Kroos
Toni Kroos (Greifswald, 4 de janeiro de 1990) é um ex-futebolista alemão que atuava como meio-campista.
Kroos é amplamente considerado como um dos melhores meio-campistas de todos os tempos. O jogador tornou-se recordista de título da Liga dos Campeões após vencê-la seis vezes: uma pelo Bayern de Munique e outras cinco pelo Real Madrid, clube onde se tornou ídolo.
Além de troféus em clubes, Kroos também ajudou a Seleção Alemã a conquistar o tetracampeonato na Copa do Mundo de 2014.

## Carreira

### Início
Kroos começou sua carreira futebolística em 1997 num clube local de Greifswald, o Greifswalder SC. Cinco anos depois, em 2002 se transferiu para o time da base do Hansa Rostock. Em 2006, Kroos se mudou para Munique para jogar no Bayern de Munique II, time das categorias de base do Bayern de Munique.

### Bayern de Munique
Na temporada de 2007–08, com 17 anos, Kroos foi promovido a equipe principal do Bayern. Ele fez um início surpreendente para sua carreira na Bundesliga, fazendo sua estreia no Bayern em 26 de setembro de 2007, em uma vitória sobre o Energie Cottbus por 5–0 e duas vezes deu assistência para Miroslav Klose fazer o gol. Na época de sua estreia, Kroos foi o jogador mais jovem a jogar uma partida profissional com a camisa do Bayern aos 17 anos, oito meses e dois dias de idade.
Em 25 de outubro do mesmo ano, Kroos teve destaque numa vitória entre Bayern contra o Estrela Vermelha de Belgrado em sua estreia na Copa da UEFA, entrando no segundo tempo e proporcionando uma assistência para Miroslav Klose e, em seguida, marcando o gol da vitória, seu primeiro gol pelo clube, nos acréscimos. Ele fez sua primeira partida como titular pelo clube em uma derrota de 3–1 contra o Stuttgart.
Kroos terminou sua primeira temporada pelo clube com 20 jogos pelo time principal do Bayern. Ele também marcou três gols em 12 jogos pelo Bayern de Munique II.
Apesar de ter sido titular no jogo de abertura da Bundesliga pelo Bayern contra o Hamburgo, Kroos apareceu com menor frequência no time bávaro durante a primeira metade da temporada 2008–09. No entanto, em 5 de novembro de 2008, ele fez sua estreia na Liga dos Campeões entrando aos 79 minutos contra a Fiorentina na fase de grupos.
No dia 31 de janeiro de 2009, Bayern liberou Toni Kroos para se juntar Bayer Leverkusen em um empréstimo de 18 meses para ganhar mais experiência.

### Empréstimo ao Bayer Leverkusen
No dia 28 de fevereiro de 2009, Kroos estreou pelo Bayer Leverkusen entrando como substituto em uma derrota por 1–0 contra o Hannover 96. Em 12 de abril, ele fez sua primeira partida na Bundesliga pelo Bayer, auxiliando gol da equipe no empate 1–1 com Werder Bremen. Em 18 de abril de 2009, ele marcou seu primeiro gol pelo time em uma derrota por 2–1 contra Wolfsburg.  Em 30 de maio, Kroos entrou como substituto na final da Copa da Alemanha de 2009 contra o Werder Bremen, onde foram batidos por 1–0 com um gol de Mesut Özil. Durante a temporada de 2008–09, Kroos fez 13 jogos pelo Leverkusen em todas as competições, marcando 5 vezes e contribuindo com 4 assistências.

### Bayern de Munique
Após o término de seu empréstimo ao Bayer Leverkusen, Kroos voltou ao Bayern de Munique. Quando perguntado sobre suas chances da equipe do Bayern, vice-campeão na temporada anterior da Liga dos Campeões, Kroos declarou: "Quero jogar o mais rápido possível."
Em 16 de agosto de 2010, ele começou a partida contra o TSV Germania Windeck na primeira rodada da copa Copa da Alemanha, marcando o terceiro gol na vitória por 4–0. Em 29 de outubro de 2010, ele marcou 2 gols pelo clube, na vitória por 4–1 para os bávaros contra o Freiburg. Durante a temporada de 2010–11, Kroos foi titular frequentemente no time do Bayern na Bundesliga, copa DFB Pokal, e Liga dos Campeões. Ele terminou a temporada com 37 jogos.
Durante a temporada 2011–12, sob comando do técnico Jupp Heynckes, seu ex-treinador no Leverkusen, Kroos estabeleceu-se como titular absoluto no Bayern, formando um forte meio-campo com seu colega de seleção Bastian Schweinsteiger. Ele jogou 51 partidas em todas as competições durante a temporada, incluindo a final da Liga dos Campeões de 2012, onde o Bayern foi derrotado nos pênaltis contra o Chelsea, na Allianz Arena.
Kroos foi um membro importante da equipe vencedora do Bayern durante a temporada de 2012–13. Como jogador mais avançado no meio-campo do Bayern, que continha Bastian Schweinsteiger e Javi Martínez, Kroos marcou três gols em quatro das primeiras partidas da Bundesliga. Ele também marcou seu primeiro gol na Liga dos Campeões, no primeiro jogo da fase de grupos do Bayern, contra o Valencia. Depois de sofrer uma lesão nas quartas-de-final da Liga dos Campeões contra a Juventus, Kroos não pode disputar o restante da temporada, assim não participando do sucesso do Bayern na Champions League de 2013, da copa Copa da Alemanha, e nos últimos sete jogos da Bundesliga.
Kroos voltou da lesão e esteve disponível para o início da temporada 2013–14 e no dia 4 de outubro de 2013 marcou seu primeiro gol da temporada, garantindo um empate de 1–1 contra o Bayer Leverkusen (seu ex-clube) na Bundesliga. No dia 21 de dezembro de 2013, ele iniciou a partida da final do Mundial de Clubes 2013 onde o seu time venceu o Raja Casablanca por 2–0.
No dia 19 de fevereiro de 2014, Kroos marcou seu quarto gol na temporada na vitória de 2–0 contra o Arsenal pela Liga dos Campeões. Já no dia 25 de março, ele marcou na vitória por 3–1 sobre o Hertha Berlim, partida em que coroou o Bayern como campeão da Bundesliga.

### Real Madrid
No dia 17 de julho, poucos dias após a Copa do Mundo, Kroos foi contratado para o Real Madrid por seis temporadas. Em 2024, o jogador revelou que estava acertado com o Manchester United e seu então treinador David Moyes, mas a contratação de Louis van Gaal complicou o negócio. Após Carlo Ancelotti entrar em contato direito com o jogador, Kroos preferiu assinar com o Real Madrid.
Logo após sua chegada estreou na decisão da Supercopa da Espanha contra o Atlético de Madrid, na qual sua equipe acabou perdendo o Dérbi por 1–0. Em sua primeira aparição pela La Liga, deu assistência e ajudou na vitória por 4–1 contra o Levante. Teve aparição decisiva em seu primeiro El Clásico, tendo dado duas assistências durante a partida que terminou com vitória dos merengues por 3–1. Em dezembro participou dos dois jogos do clube merengue na conquista do título do Mundial de Clubes da FIFA. Já na sua primeira temporada, se tornou uma das principais atrações da equipe e o líder de assistências do time durante o Campeonato Espanhol, no qual contabilizou 15 assistências. Ao todo, disputou 49 partidas na temporada e conseguiu marcar 6 gols.
Em 2015–16 participou da conquista da Liga dos Campeões numa final contra o Atlético de Madrid decidida nos pênaltis. Este foi a décima primeira vez que o Real conquistou a Liga dos Campeões. Nesse mesmo ano foi campeão do Mundial de Clubes da FIFA. Na temporada seguinte, fez história junto de sua equipe ao conquistar o segundo título consecutivo da Liga dos Campeões, ao bater a Juventus por 4–1 em Cardiff. No dia 16 de dezembro de 2017, tornou-se, junto a Cristiano Ronaldo, o maior vencedor da Copa do Mundo de Clubes da FIFA, com 4 títulos.
No dia 26 de maio de 2018, ajudou o Real a derrotar o Liverpool por 3–1 na final da Liga dos Campeões de 2017–18, conquistando o seu quarto título da competição europeia na carreira, sendo o terceiro seguido pelo clube merengue.
Já no dia 22 de outubro de 2019, pela Liga dos Campeões de 2019–20, contra o Galatasaray, recebeu assistência de Eden Hazard e marcou o único gol da partida em seu 100º jogo pela Champions.
No dia 8 de Janeiro de 2020, pelas semifinais da Supercopa da Espanha, Kroos fez um Gol olímpico na vitória de 3–1 sobre o Valencia, sendo o primeiro gol feito desta maneira pelo Real Madrid em 22 anos.
No dia 21 de Maio de 2024, Kroos anunciou que iria se aposentar após a Eurocopa de 2024.

## Seleção Alemã

### Seleção de base
Na Copa do Mundo Sub-17 de 2007, Toni Kroos recebeu a Bola de Ouro como o melhor jogador do torneio e também ganhou a Chuteira de Bronze, depois de marcar cinco gols na competição. A estreia de Kroos na Seleção Alemã Sub-21 foi no dia 5 de setembro 2008, numa partida classificatória para a Eurocopa Sub-21 de 2009, contra a Irlanda do Norte. Kroos marcou o primeiro gol aos 11 minutos, e o seu segundo gol pelo time Sub-21 foi na vitória de 1–0 contra a Itália, chutando com precisão de longe e acertando no ângulo. Em 2009, todos ficaram surpresos com a lista de convocados do técnico Horst Hrubesch para a Eurocopa de 2009 que deixou Kroos de fora da Seleção Sub-21, e a Alemanha conseguiu ganhar o torneio sem ele.

### Copa do Mundo de 2010
Em janeiro de 2010, Kroos foi chamado a equipe principal Alemanha, pela primeira vez, para uma sessão de treinamento em Sindelfingen e foi chamado para o jogo seguinte, um amistoso contra a Argentina no dia 3 de março de 2010, no qual ele, posteriormente, fez a sua estreia pela seleção nacional. Kroos foi um dos 23 convocados de Joachim Löw para a Copa do Mundo de 2010 na África do Sul. Ele fez sua estreia na Copa em um jogo da fase de grupos contra Gana, substituindo aos 80 minutos Bastian Schweinsteiger, com a Alemanha vencendo por 1–0. Ele voltou a entrar em campo saindo do banco de reservas nas quartas-de-final contra a Argentina, nas semifinais contra a Espanha e, na disputa de pelo terceiro lugar contra o Uruguai.

### Euro 2012
Kroos estabeleceu-se como titular regularmente na campanha de qualificação da Alemanha para a Eurocopa de 2012, jogando em oito de um total  de dez partidas. A Alemanha venceu todos os dez jogos de classificação do grupo A. Depois que a classificação já estava assegurada, Kroos marcou seus dois primeiros gols internacionais. 
O técnico Joachim Löw elogiou Kroos após suas boas atuações: "Como Kroos distribui a bola, como ele recebe, é muito bom. Ele é tecnicamente excelente! Ele fez progressos nos últimos jogos, estou extremamente satisfeito com o jogador". No final do torneio, Kroos entrou substituindo jogadores em todos os três jogos da Alemanha. Para a partida semifinal contra a Itália, Löw escolheu o Kroos para marcar Andrea Pirlo. A decisão foi muito criticada após a Alemanha perder a partida por 2–1.

### Copa do Mundo 2014
Durante as eliminatórias para a Copa do Mundo de 2014, Kroos marcou seus dois primeiros gols internacionais competitivos na vitória por 6–1 sobre a Irlanda, em Dublin. No dia 6 de setembro de 2013, ele marcou o segundo gol da equipe na vitória por 3–0 sobre a Áustria. Kroos foi convocado para a seleção da Alemanha para disputar a Copa do Mundo FIFA de 2014.
No jogo de abertura da equipe, a Alemanha derrotou a seleção de Portugal por 4–0. Kroos começou no meio-campo e ajudou Mats Hummels para o segundo gol da Alemanha. Na semi-final contra o Brasil, Kroos marcou dois gols em dois minutos (24 'e 26'), na vitória por 7–1 da Alemanha.
Ele também deu sua quarta assistência do torneio, cruzando para o gol de Thomas Müller, e foi nomeado homem do jogo pela FIFA. Kroos foi apelidado Garçom pelos brasileiros por fazer precisamente a maioria dos passes para os seus companheiros. O analisador de estatística oficial da Copa do Mundo avaliou Kroos como o melhor jogador da Copa do Mundo de 2014, com uma classificação de 9.79 em 10. É o único atleta a ter nascido na Alemanha Oriental a conquistar o torneio mundial.

### Copa do Mundo 2018
Como uma peça chave no tetracampeonato da Alemanha em 2014, Kroos manteve-se sendo fundamental para a equipe ao longo de toda campanha perfeita na eliminatória (10 vitórias em 10 jogos).
Foi titular nos 3 jogos da fatídica campanha alemã no mundial de 2018, na qual os atuais campeões caíram na fase de grupos. Kroos marcou o gol que evitou a eliminação ainda na segunda rodada na partida contra a Suécia, ao converter uma cobrança de falta no minuto 95 e quase sem ângulo para finalizar. Este gol deu sobrevida aos alemães para a última rodada, mantendo vivas as esperanças de avançar as oitavas. Mas, a Alemanha caiu diante da Coreia do Sul num surpreendente 2–0. Kroos ainda acertou uma falta no travessão com a partida ainda empatada.

### Aposentadoria da seleção
Após disputar a Eurocopa de 2020, Kroos anunciou sua aposentadoria da seleção pela primeira vez, dias após a eliminação do torneio, alegando querer focar nos objetivos pelo Real Madrid. Porém, em fevereiro de 2024, após receber um convite do técnico da seleção alemã, Julian Nagelsmann, Kroos decidiu retornar a seleção.
Seu último torneio, tanto por seleções quanto na carreira, foi a Eurocopa 2024. Sua última partida na carreira foi contra a Espanha, nas quartas de final, em uma derrota de 2-1 contra os espanhóis.

## Estatísticas
Estatísticas de carreira completas.
Clubes
| Clube             | Temporada         | Campeonato nacional | Campeonato nacional | Campeonato nacional | Copa nacional[a] | Copa nacional[a] | Copa nacional[a] | Competições continentais[b] | Competições continentais[b] | Competições continentais[b] | Outros torneios[c] | Outros torneios[c] | Outros torneios[c] | Total | Total | Total   |
| Clube             | Temporada         | Jogos               | Gols                | Assist.             | Jogos            | Gols             | Assist.          | Jogos                       | Gols                        | Assist.                     | Jogos              | Gols               | Assist.            | Jogos | Gols  | Assist. |
| ----------------- | ----------------- | ------------------- | ------------------- | ------------------- | ---------------- | ---------------- | ---------------- | --------------------------- | --------------------------- | --------------------------- | ------------------ | ------------------ | ------------------ | ----- | ----- | ------- |
| Bayern de Munique | 2007–08           | 12                  | 0                   | 2                   | 2                | 0                | 0                | 6                           | 1                           | 2                           | —                  | —                  | —                  | 20    | 1     | 4       |
| Bayern de Munique | 2008–09           | 7                   | 0                   | 0                   | 1                | 1                | 1                | 1                           | 0                           | 0                           | —                  | —                  | —                  | 9     | 1     | 1       |
| Bayern de Munique | 2010–11           | 27                  | 1                   | 5                   | 3                | 1                | 1                | 7                           | 0                           | 2                           | —                  | —                  | —                  | 37    | 2     | 8       |
| Bayern de Munique | 2011–12           | 31                  | 4                   | 10                  | 6                | 1                | 1                | 14                          | 2                           | 7                           | —                  | —                  | —                  | 51    | 7     | 18      |
| Bayern de Munique | 2012–13           | 24                  | 6                   | 8                   | 3                | 0                | 0                | 9                           | 3                           | 0                           | 1                  | 0                  | 0                  | 37    | 9     | 8       |
| Bayern de Munique | 2013–14           | 29                  | 2                   | 4                   | 6                | 1                | 2                | 12                          | 1                           | 2                           | 4                  | 0                  | 1                  | 51    | 4     | 9       |
| Bayern de Munique | Total             | 130                 | 13                  | 29                  | 21               | 4                | 5                | 49                          | 7                           | 13                          | 5                  | 0                  | 1                  | 205   | 24    | 48      |
| Bayer Leverkusen  | 2008–09           | 10                  | 1                   | 1                   | 3                | 0                | 0                | —                           | —                           | —                           | —                  | —                  | —                  | 13    | 1     | 1       |
| Bayer Leverkusen  | 2009–10           | 33                  | 9                   | 12                  | 2                | 0                | 0                | —                           | —                           | —                           | —                  | —                  | —                  | 35    | 9     | 12      |
| Bayer Leverkusen  | Total             | 43                  | 10                  | 13                  | 5                | 0                | 0                | —                           | —                           | —                           | —                  | —                  | —                  | 48    | 10    | 13      |
| Real Madrid       | 2014–15           | 36                  | 2                   | 8                   | 2                | 0                | 1                | 12                          | 0                           | 3                           | 5                  | 0                  | 2                  | 55    | 2     | 14      |
| Real Madrid       | 2015–16           | 32                  | 1                   | 11                  | —                | —                | —                | 12                          | 0                           | 2                           | —                  | —                  | —                  | 44    | 1     | 13      |
| Real Madrid       | 2016–17           | 29                  | 3                   | 12                  | 5                | 0                | 1                | 12                          | 1                           | 1                           | 2                  | 0                  | 2                  | 48    | 4     | 16      |
| Real Madrid       | 2017–18           | 27                  | 5                   | 7                   | —                | —                | —                | 12                          | 0                           | 3                           | 4                  | 0                  | 0                  | 43    | 5     | 10      |
| Real Madrid       | 2018–19           | 28                  | 0                   | 4                   | 4                | 0                | 0                | 8                           | 1                           | 2                           | 3                  | 0                  | 0                  | 43    | 1     | 6       |
| Real Madrid       | 2019–20           | 35                  | 4                   | 5                   | 2                | 0                | 2                | 6                           | 1                           | 2                           | 2                  | 1                  | 0                  | 45    | 6     | 9       |
| Real Madrid       | 2020–21           | 28                  | 3                   | 10                  | 1                | 0                | 0                | 12                          | 0                           | 2                           | 1                  | 0                  | 0                  | 42    | 3     | 12      |
| Real Madrid       | 2021–22           | 28                  | 1                   | 3                   | 3                | 0                | 0                | 12                          | 2                           | 0                           | 2                  | 0                  | 0                  | 45    | 3     | 3       |
| Real Madrid       | 2022–23           | 30                  | 2                   | 4                   | 5                | 0                | 0                | 12                          | 0                           | 2                           | 5                  | 0                  | 0                  | 52    | 2     | 6       |
| Real Madrid       | 2023–24           | 33                  | 1                   | 8                   | 1                | 0                | 0                | 12                          | 0                           | 2                           | 2                  | 0                  | 0                  | 48    | 1     | 10      |
| Real Madrid       | Total             | 306                 | 22                  | 72                  | 23               | 0                | 4                | 67                          | 5                           | 19                          | 26                 | 1                  | 4                  | 465   | 28    | 99      |
| Total na carreira | Total na carreira | 479                 | 45                  | 114                 | 49               | 4                | 9                | 116                         | 12                          | 32                          | 31                 | 1                  | 5                  | 718   | 62    | 160     |

- a. ^ Jogos da Copa da Alemanha e Copa da Espanha
- b. ^ Jogos da Liga dos Campeões da UEFA e Liga Europa da UEFA
- c. ^ Jogos da Super Copa da Alemanha, Super Copa da UEFA, Mundial de Clubes e Super Copa da Espanha

### Seleção Alemã
Abaixo estão listados todos os jogos, gols e assistências do futebolista pela Seleção Alemã Principal.
| Ano   |       |      |         |
| Ano   | Jogos | Gols | Assist. |
| ----- | ----- | ---- | ------- |
| 2010  | 13    | 0    | 0       |
| 2011  | 11    | 2    | 2       |
| 2012  | 10    | 2    | 0       |
| 2013  | 7     | 1    | 5       |
| 2014  | 16    | 4    | 5       |
| 2015  | 5     | 0    | 1       |
| 2016  | 12    | 3    | 1       |
| 2017  | 6     | 0    | 1       |
| 2018  | 11    | 2    | 2       |
| 2019  | 5     | 3    | 2       |
| 2020  | 5     | 0    | 0       |
| 2021  | 5     | 0    | 0       |
| 2024  | 8     | 0    | 2       |
| Total | 114   | 17   | 21      |

## Vida pessoal
É irmão do também futebolista Felix Kroos. Toni tem três filhos, Leon, Amelie e Fin, com sua esposa Jessica Farber.

## Títulos
Bayern de Munique
- Copa da Liga Alemã: 2007
- Bundesliga: 2007–08, 2012–13 e 2013–14
- Copa da Alemanha: 2007–08, 2012–13 e  2013–14
- Supercopa da Alemanha: 2010 e 2012
- Liga dos Campeões da UEFA: 2012–13
- Supercopa da UEFA: 2013
- Copa do Mundo de Clubes da FIFA: 2013

Real Madrid
- Supercopa da UEFA: 2014, 2017 e 2022
- Copa do Mundo de Clubes da FIFA: 2014, 2016, 2017, 2018 e 2022
- Liga dos Campeões da UEFA: 2015–16, 2016–17, 2017–18, 2021–22 e 2023–24
- La Liga: 2016–17, 2019–20, 2021–22 e 2023–24
- Supercopa da Espanha: 2017, 2019–20, 2021–22 e 2023–24
- Copa do Rei: 2022–23

Seleção Alemã
- Copa do Mundo FIFA: 2014

### Prêmios individuais
- Melhor jogador da Eurocopa Sub-17: 2006
- Bola de Ouro da Copa do Mundo Sub-17: 2007
- Chuteira de Bronze da Copa do Mundo Sub-17: 2007
- Medalha Fritz Walter - Sub-18: 2008
- Seleção da Bundesliga pela revista Kicker: 2009–10, 2011–12 e 2013–14
- 53º melhor jogador do ano de 2012 (The Guardian)[31]
- Seleção da temporada na Liga dos Campeões da UEFA: 2013–14
- Seleção da Copa do Mundo FIFA: 2014
- Seleção Castrol da Copa do Mundo FIFA: 2014
- Seleção dos fãs Copa do Mundo FIFA: 2014
- Jogador com mais assistências na Copa do Mundo FIFA: 2014
- Melhor jogador Castrol da Copa do Mundo: 2014
- Seleção do Mundo, pelo jornal L'Equipe: 2014
- Time do Ano da UEFA: 2014 e 2016
- FIFPro World XI: 2014, 2016, 2017 e 2024[32]
- Equipe da Euro: 2016
- 21º melhor jogador do ano de 2016 (The Guardian)[33]
- 21º melhor jogador do ano de 2016 (Marca)[34]
- Futebolista Alemão do Ano: 2018, 2024
- 7° melhor jogador do ano pela IFFHS: 2024[35]